# 藤崎智
藤崎 智（ふじさき さとし 1968年1月25日 - ）は、日本プロ麻雀連盟に所属する競技麻雀のプロ雀士、旧姓は「小木田」。同団体内での段位は九段。
元・Mリーグ・KONAMI麻雀格闘倶楽部所属で、2021年シーズンよりMリーグ公式解説を務める。

## 来歴
秋田県大仙市出身。中学の頃父親の転勤で宮城県仙台市に引っ越し、この頃に同級生と一緒に本を買って麻雀を覚える。宮城県仙台第三高等学校を卒業後、アルバイトで学費を貯めてからプログラマーの専門学校に入学しPC関連の会社に就職したが、23歳の頃会社を辞め、麻雀店で働き始める。
1997年、29歳の時に日本プロ麻雀連盟13期生としてプロ入り。東北本部在籍ながらプロ初年度で十段戦の決勝まで勝ち上がったことで注目を集める。この時の決勝卓のメンバーに沢崎誠がおり、沢崎に誘われる形で上京を決める。上京後は沢崎が勤めていた店で働きながらプロ雀士としての活動を続け、1999年に十段戦の決勝に再び進み、前原雄大の三連覇を阻止して初のタイトルとなる第16期十段位を獲得する。
日本プロ麻雀協会主催のプロアマ混合戦である日本オープンを3度制し、2013年には連盟の最高タイトルである鳳凰位も獲得するなどトッププロとして活動していたが、2018年に体調を崩して入院し、その年に発足したMリーグには参加できなかった。翌2019年にKONAMI麻雀格闘倶楽部から指名を受け、Mリーガーとなるが、在籍2シーズンとも個人スコアがマイナスに留まったこともあり、2021年6月に前原雄大と共に契約満了となった。

## 雀風・人物
- 攻め守りのバランスのとれた実力派雀士。正統派の技巧を凝らした打ち筋のため、彼を参考にする雀士も多い[1]。
- 高打点のヤミテンを多用することから、「麻雀忍者」という愛称が知られている[2][1]。名付け親はMリーガーでもある俳優の萩原聖人とのこと[1]。ヤミテンを多用するようになったのは、高校の後輩でKONAMI麻雀格闘倶楽部でもチームメイトだった佐々木寿人[3]が「俺は何でもリーチします」と発言したのを受けて「じゃあ俺は何でもリーチにしません、ヤミテンにします」と喋ってしまったのがきっかけであるという[1]。
- 師匠である沢崎誠からは麻雀の打ち方は教わらなかったものの、「お前の力を持ってしてタイトルに縁がないようだったら、麻雀プロには向いていない。タイトル戦の決勝に3回出て、1回も勝てなかったらプロはやめろ」とはっきり言われ、本人もタイトル戦の決勝に3回出てタイトルが取れなかったらプロ雀士を辞めるつもりでいたという[2][1]。結果的に2回目のタイトル戦決勝進出となった第16期十段戦を制したことでプロ雀士を続けているとのこと[2]。
- 後輩の面倒見がいいことで知られる。師匠の沢崎からは何度もおごってもらい、タイトル獲得時に沢崎におごろうとしたところ「お前の分はどんな時でも俺が払う。そういう気持ちがあるんだったら、お前の後輩に返せ」と言われたのがきっかけだという[2]。
- KONAMI麻雀格闘倶楽部からドラフト指名を受けたことについて、チーム担当者は「他の3人（佐々木寿人・高宮まり・前原雄大）が攻撃的な麻雀を打つので、別のタイプを戦略的に使えたら」と述べている[1]が、藤崎自身は入団当初に「もっと攻めて欲しいとか言われる」とファンからプレッシャーを受けていたことを明かしている[5]。

## 獲得タイトル
- 鳳凰位 (第30期・第36期)
- 十段位（第16・33・34期）
- 日本オープン（第3・5・6回）
- グランプリ2005[6]
- 第15回モンド名人戦優勝

## Mリーグ成績
| シーズン | チーム               | 半荘 | 個人スコア | 個人スコア | 個人スコア | 最高スコア | 最高スコア | 4着回避率 | 4着回避率 | 連対率 | トップ率 | 平均 着順 | 1着 | 1.5 | 2着 | 2.5 | 3着 | 3.5 | 4着 | 参照  |
| シーズン | チーム               | 半荘 | Pt         | 順位       | 平均       | 点         | 順位       | 率        | 順位      | 連対率 | トップ率 | 平均 着順 | 1着 | 1.5 | 2着 | 2.5 | 3着 | 3.5 | 4着 | 参照  |
| -------- | -------------------- | ---- | ---------- | ---------- | ---------- | ---------- | ---------- | --------- | --------- | ------ | -------- | --------- | --- | --- | --- | --- | --- | --- | --- | ----- |
| 2019-20  | KONAMI麻雀格闘倶楽部 | 20   | ▲65.5      | 16/29      | ▲3.3       | 48,000     | 24/29      | 0.8500    | 4/29      | 30.0%  | 25.0%    | 2.60      | 5   | 0   | 1   | 0   | 11  | 0   | 3   | [ 7 ] |
| 2020-21  | KONAMI麻雀格闘倶楽部 | 19   | ▲164.8     | 22/30      | ▲8.7       | 58,900     | 14/30      | 0.7368    | 17/30     | 47.4%  | 15.8%    | 2.63      | 3   | 0   | 6   | 0   | 5   | 0   | 5   | [ 8 ] |
| 通算     | 通算                 | 39   | ▲230.3     | ▲230.3     | ▲5.9       | 58,900     | 58,900     | 79.5%     | 79.5%     | 38.5%  | 20.5%    | 2.62      | 8   | 0   | 7   | 0   | 16  | 0   | 8   |       |

- 個人賞は規定打荘数（20半荘）以上の選手が対象
- 着順の1.5、2.5、3.5は1着同着、2着同着、3着同着

| シーズン               | チーム                 | 半荘                     | 個人スコア               | 個人スコア               | 最高スコア               | 4着回避率                | 連対率                   | トップ率                 | 平着                     | 1着                      | 1.5                      | 2着                      | 2.5                      | 3着                      | 3.5                      | 4着                      |                        |
| シーズン               | チーム                 | 半荘                     | Pt                       | 平均                     | 最高スコア               | 4着回避率                | 連対率                   | トップ率                 | 平着                     | 1着                      | 1.5                      | 2着                      | 2.5                      | 3着                      | 3.5                      | 4着                      |                        |
| セミファイナルシリーズ | セミファイナルシリーズ | セミファイナルシリーズ   | セミファイナルシリーズ   | セミファイナルシリーズ   | セミファイナルシリーズ   | セミファイナルシリーズ   | セミファイナルシリーズ   | セミファイナルシリーズ   | セミファイナルシリーズ   | セミファイナルシリーズ   | セミファイナルシリーズ   | セミファイナルシリーズ   | セミファイナルシリーズ   | セミファイナルシリーズ   | セミファイナルシリーズ   | セミファイナルシリーズ   | セミファイナルシリーズ |
| ---------------------- | ---------------------- | ------------------------ | ------------------------ | ------------------------ | ------------------------ | ------------------------ | ------------------------ | ------------------------ | ------------------------ | ------------------------ | ------------------------ | ------------------------ | ------------------------ | ------------------------ | ------------------------ | ------------------------ | ---------------------- |
| 2019-20                | KONAMI麻雀格闘倶楽部   | 3                        | ▲16.5                    | ▲5.5                     | 59,200                   | 33.3%                    | 33.3%                    | 33.3%                    | 3.00                     | 1                        | 0                        | 0                        | 0                        | 0                        | 0                        | 2                        |                        |
| 2020-21                | KONAMI麻雀格闘倶楽部   | 2                        | ▲43.0                    | ▲21.5                    | 25,900                   | 50.0%                    | 50.0%                    | 0%                       | 3.00                     | 0                        | 0                        | 1                        | 0                        | 0                        | 0                        | 1                        |                        |
| セミファイナル通算     | セミファイナル通算     | 5                        | ▲59.5                    | ▲11.9                    | 59,200                   | 40.0%                    | 40.0%                    | 20.0%                    | 3.00                     | 1                        | 0                        | 1                        | 0                        | 0                        | 0                        | 3                        |                        |
| ファイナルシリーズ     |                        |                          |                          |                          |                          |                          |                          |                          |                          |                          |                          |                          |                          |                          |                          |                          |                        |
| ファイナル通算         | ファイナル通算         | ファイナルシリーズ未出場 | ファイナルシリーズ未出場 | ファイナルシリーズ未出場 | ファイナルシリーズ未出場 | ファイナルシリーズ未出場 | ファイナルシリーズ未出場 | ファイナルシリーズ未出場 | ファイナルシリーズ未出場 | ファイナルシリーズ未出場 | ファイナルシリーズ未出場 | ファイナルシリーズ未出場 | ファイナルシリーズ未出場 | ファイナルシリーズ未出場 | ファイナルシリーズ未出場 | ファイナルシリーズ未出場 |                        |
| ポストシーズン通算     | ポストシーズン通算     | 5                        | ▲59.5                    | ▲11.9                    | 59,200                   | 40.0%                    | 40.0%                    | 20.0%                    | 3.00                     | 1                        | 0                        | 1                        | 0                        | 0                        | 0                        | 3                        |                        |

## 出演

### Vシネマ
- むこうぶち15 高レート裏麻雀列伝 麻雀の神様（2018年12月25日、GPミュージアム）監督:片岡修二[9]

### テレビ
- モンド21麻雀プロリーグ（MONDO21）第7回、第9回
- 女流雀士 プロアマNo.1決定戦 てんパイクイーン（2016年 - 、テレ朝チャンネル2）- 解説